# Axel Carpelan
Le baron Axel Carpelan (1858-1919) est un passionné d'art et de musique dédicataire de la deuxième symphonie de Jean Sibelius. C'est le grand-oncle de Bo Carpelan.